# Nickendes Perlgras
Das Nickende Perlgras (Melica nutans) ist eine Art aus der Gattung der Perlgräser (Melica) innerhalb der Familie der Süßgräser (Poaceae). Die Art ist in Eurasien weitverbreitet.

## Etymologie
Der deutsche Trivialname „Perlgras“ bezieht sich auf die kugeligen bis eiförmigen, meist dunklen, glänzenden Ährchen, die wie auf einer Perlschnur aufgereiht erscheinen. Es existieren regionale Trivialnamen, die sich ebenfalls auf das typische Erscheinungsbild der Blütenstände beziehen wie „Saulaus“ in Österreich oder „Geisszötteli“ oder „Galläseckeli“ in der Schweiz.

## Beschreibung

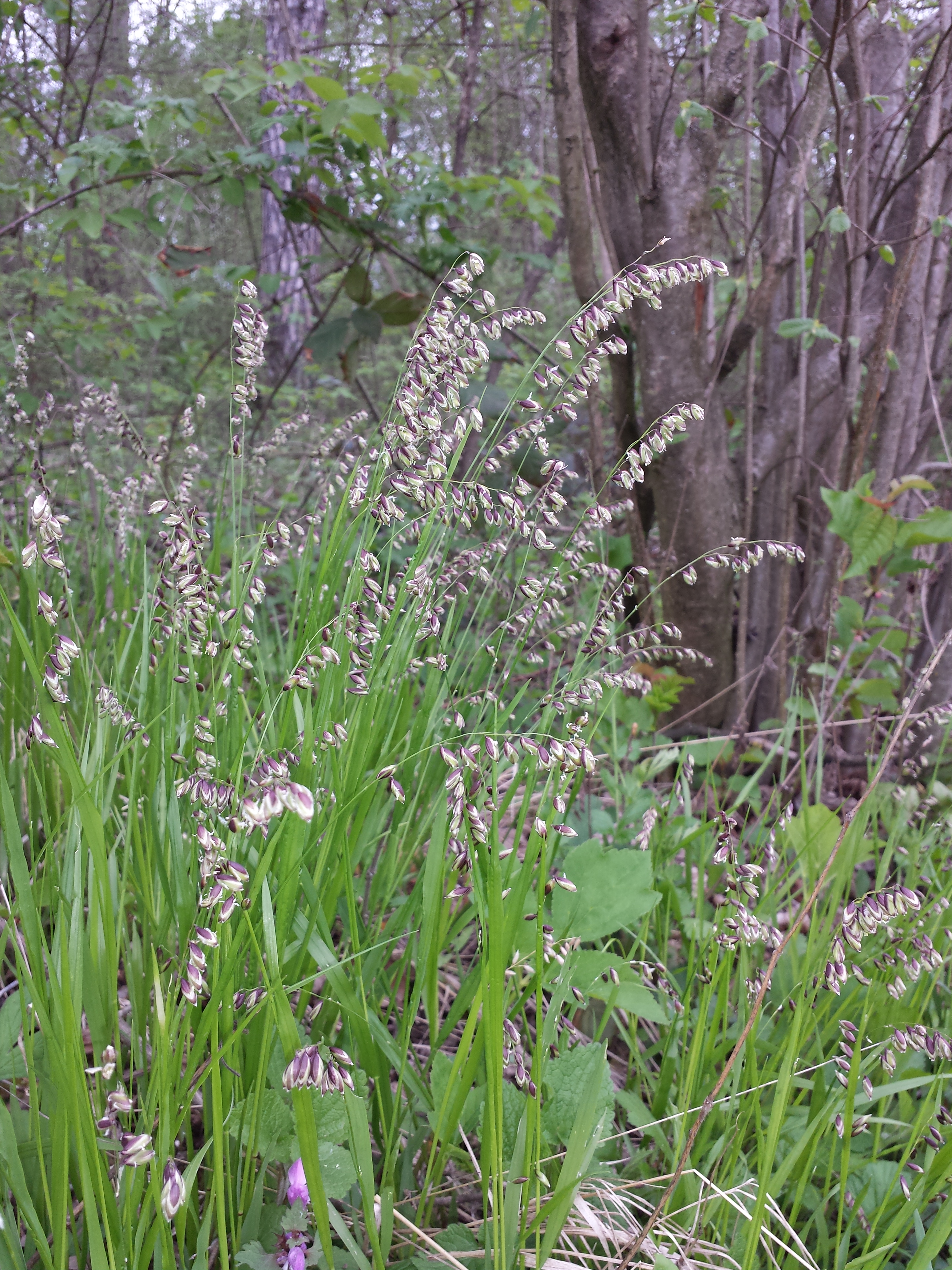
Bestand des Nickenden Perlgrases

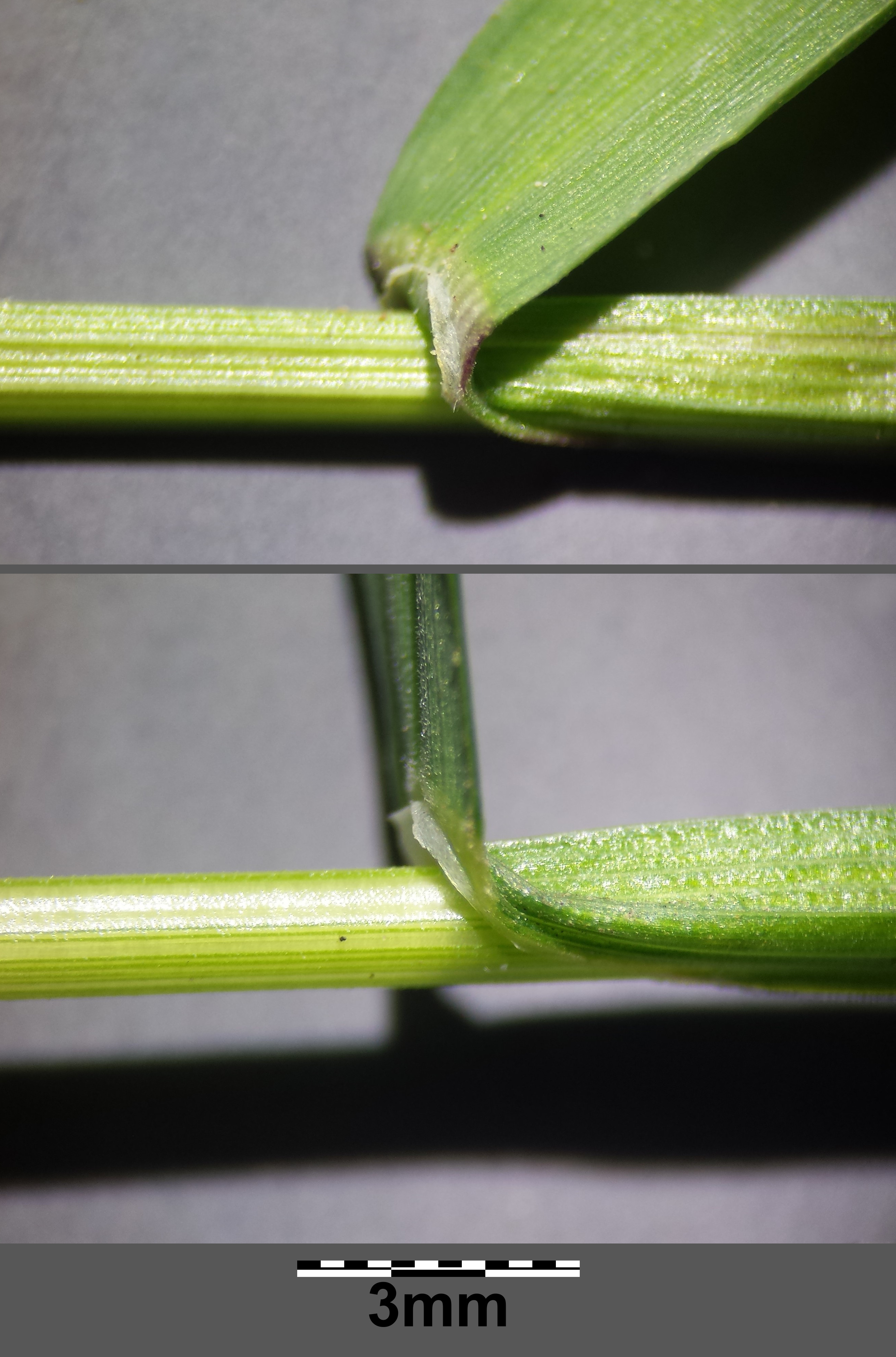
Stängel mit Laubblatt und Blatthäutchen

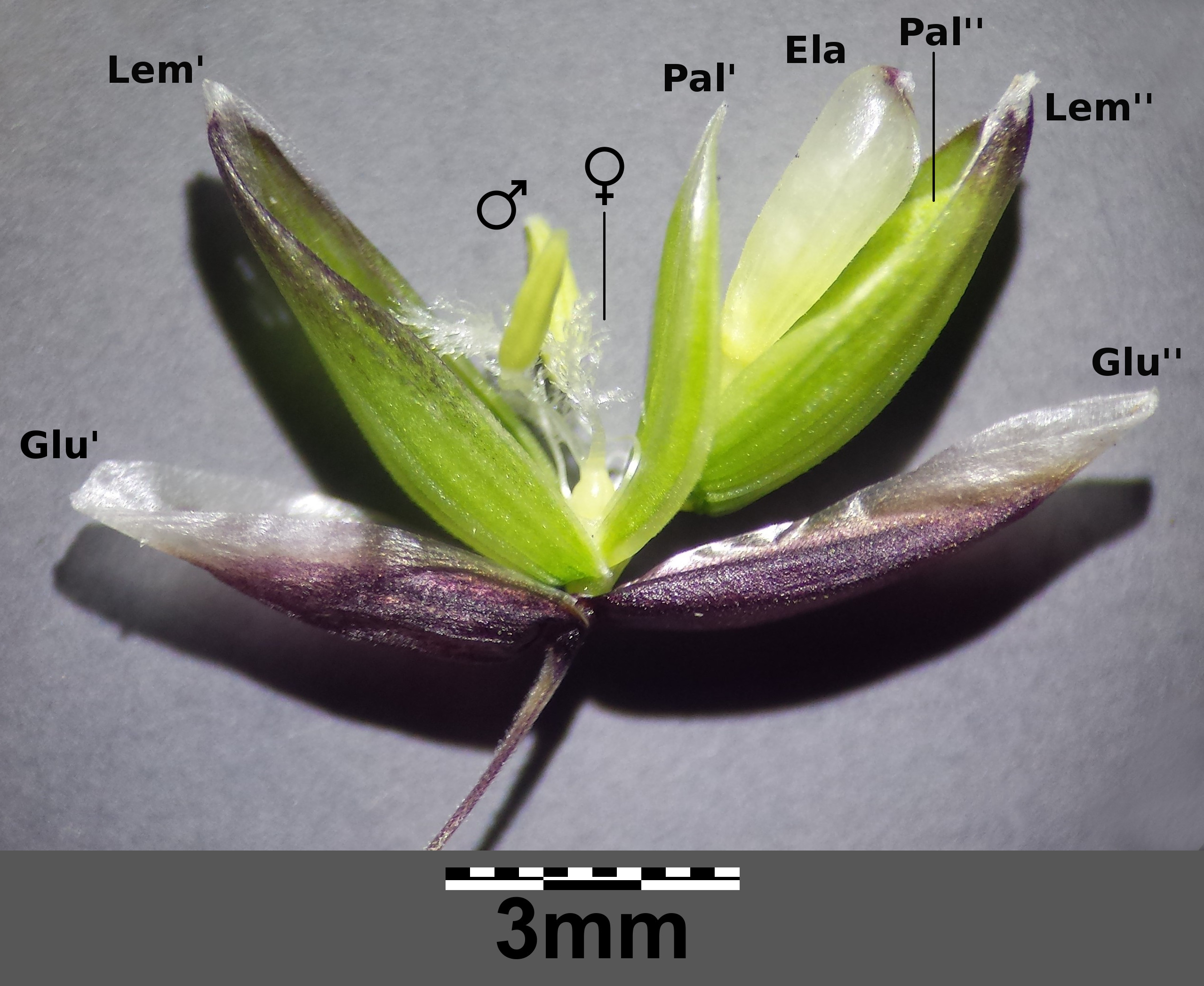
Am Grund eines Ährchens befinden sich zwei Hüllspelzen (Glu). Darüber sitzen drei Blüten, die jeweils in eine Deckspelze (Lem) und Vorspelze (Pal) eingehüllt sind. Die oberste Blüte ist zu einem weißlichen, fleischigen Elaiosom umgewandelt.

### Vegetative Merkmale
Das Nickende Perlgras wächst als sommergrüne, ausdauernde, krautige Pflanze und erreicht Wuchshöhen von 30 bis 60 Zentimetern. Die lockere Rasen bildende Art hat eine dünne, lang kriechende Grundachse, zuweilen mit Ausläufern. Die Laubblätter sind in Blattscheide und Blattspreite gegliedert. Von den aufwärts rauen, mehr oder weniger geflügelten bis gekielten Blattscheiden sind die unteren meist purpurfarben überlaufen. Das bräunliche Blatthäutchen (Ligula) ist mit einer Länge von etwa 0,5 Millimetern relativ kurz. Die hellgrüne Blattspreite ist etwa 4 Millimeter breit und oben meist zerstreut behaart.

### Generative Merkmale
Die Blütezeit reicht von Mai bis Juli. Der einseitswendige, unterwärts schwach traubige, rispige Blütenstand ist kaum bis zu 10 Zentimeter lang. Die kurz gestielten, nickenden zweiblütigen Ährchen sind bei einer Länge von 6 bis 7 Millimeter verkehrt-eiförmig und glänzend violett bis braun-purpurfarben, manchmal auch etwas grün oder weißlich gescheckt. Es ist ein 5 bis 7 mm langer, kolbenförmiger, verkümmerter Blütenrest vorhanden. Grannen fehlen. Die Deckspelzen sind kahl, die Hüllspelzen sind braunviolett und oberwärts weißhäutig.
Die Chromosomenzahl beträgt 2n = 18, ausgehend von der Grundzahl der Gattung Melica von x = 9 liegt Diploidie vor.

## Vorkommen
Das Nickende Perlgras ist in den gemäßigten Zonen Eurasiens verbreitet. In Europa kommt es in fast allen Ländern vor und fehlt nur in Portugal, Spanien, Island, Litauen, Lettland und Nordmazedonien. In den Niederlanden kommt es eingeschleppt vor. In Österreich ist das Nickende Perlgras häufig in allen Bundesländern besonders in der collinen Höhenstufe verbreitet. In Deutschland kommt diese Art im Norden zerstreut, im Süden häufig vor. In den Allgäuer Alpen steigt es in Bayern am Gängele nordöstlich Oberstdorf bis zu 1820 m Meereshöhe auf. In Graubünden erreicht es auf der Alp Sassnair 2100 Meter.
Das Nickende Perlgras wächst gerne auf Kalk und besiedelt an lichten Stellen in Wäldern gerne die Nordseite („Halbschattengras“). Es gedeiht am besten auf warmen, mäßig feuchten, nährstoffreichen Böden mit schwach saurer Humusauflage, aber auch Blockhalden (Steinböden).
Das Nickende Perlgras ist Charakterart der Klasse der Edel-Laubwälder (Querco-Fagetea). Weitere Hauptvorkommen liegen in der Klasse Vaccinio-Piceetea und der Klasse Erico-Pinetea.
Die ökologischen Zeigerwerte nach Landolt et al. 2010 sind in der Schweiz: Feuchtezahl F = 2+w (frisch aber mäßig wechselnd), Lichtzahl L = 2 (schattig), Reaktionszahl R = 4 (neutral bis basisch), Temperaturzahl T = 3+ (unter-montan und ober-kollin), Nährstoffzahl N = 3 (mäßig nährstoffarm bis mäßig nährstoffreich), Kontinentalitätszahl K = 4 (subkontinental).

## Ökologie
Das Nickende Perlgras ist ein Rhizom-Geophyt oder Hemikryptophyt. Vegetative Vermehrung erfolgt durch die mehrere Dezimeter langen Ausläufer. Es wurzelt bis zu 50 Zentimeter tief.
Blütenökologisch handelt es sich um Windblütigkeit vom „Langstaubfädigen Typ“.
Diasporen (Ausbreitungseinheit) sind die von den glänzenden Spelzen locker umhüllten Karyopsen. Bei der Reife fallen zuerst die oberen Karyopsen heraus; später wird dann die unterste Karyopse mitsamt den Hüllspelzen des Ährchens als Ballonflieger verweht. Die zuerst herausgefallenen Karyopsen unterliegen der Ameisenausbreitung. Die Fruchtreife ist von Juni bis Juli, bei der untersten Blüte bis Oktober.

## Taxonomie
Das Nickende Perlgras wurde 1753 von Carl von Linné in Species Plantarum Tomus I, S. 66 als Melica nutans erstbeschrieben.